# Экхольм, Ян Улоф
Ян Улоф Экхольм (швед. Jan-Olof Ekholm; 20 октября 1931 — 14 января 2020) — шведский писатель, автор детективных романов и книг для детей.
Книги переводились на датский, немецкий, норвежский, русский, украинский, чешский языки. В России наиболее известен сказочной повестью «Тутта Карлссон Первая и единственная, Людвиг Четырнадцатый и др.» (швед. Hurra för Ludvig Lurifax, 1965), которая легла в основу советского кинофильма «Рыжий, честный, влюблённый», а также мультфильмов «Как лисы с курами подружились» и «Маленький Рыжик» («Экран», 1982).
Несмотря на колоссальный успех сказки о дружбе лис и кур, выдержавшей несколько переизданий в Швеции и других странах, Экхольм долгое время работал только в жанре детектива. В 1975 году был избран председателем Шведской академии детектива (швед. Svenska Deckarakademins). В 1977 году стал одним из основателей Ассоциации детективных писателей Стокгольма (швед. Föreningen Kriminalförfattare  i Stockholm) и оставался её членом до 2002 года. Написал несколько очень успешных романов. За книгу «Убийство в Молдарене» (1979) был удостоен высшей награды Ассоциации детективных писателей Стокгольма.
В последние годы писатель вновь обратился к детской литературе. В 2005—2008 годах он выпустил серию повестей для школьников о приключениях мальчика Лассе, помогавщего отцу-полицейскому расследовать преступления.

### Издания на русском языке
- Ян Экхольм. «Тутта Карлссон Первая и единственная, Людвиг Четырнадцатый и др.». — М.: Детская литература, 1984. — 63 с.
- «Сказочные повести скандинавских писателей». — М.: Правда, 1987. — 592 с.
- Ян Улоф Экхольм. «То да Сё из города Авось да Небось». — Тула: Сантакс-Пресс, 1997.
- Ян Улоф Экхольм. «Тутта Карлссон Первая и единственная, Людвиг Четырнадцатый и др.». — М.: Стрекоза, 1997.
- Ян Улоф Экхольм. «Тутта Карлссон Первая и единственная, Людвиг Четырнадцатый и другие». — М.: Мелик-Пашаев, 2013. — 120 с.
- Ян Экхольм. "Фрёкен Сталь - гроза разбойников". - Махаон, 2022 г.
- Ян Экхольм. "Фрёкен Сталь и горе-грабители". - Махаон, 2023 г.
- Ян Экхольм. "Фрёкен Сталь и банда пожарников". - Махаон, 2023 г.
- Ян Экхольм. "Фрёкен Сталь, разбойники и паровоз". - Махаон, 2024 г.